# 丝杆菌属
丝杆菌属为棒状杆菌科的一个属。该属的模式种为马氏丝杆菌（Bacterionema matruchotii）。现为棒状杆菌属（Corynebacterium）的异名。

## 下属物种
- 马氏丝杆菌 Bacterionema matruchotii (Mendel 1919) Gilmour et al. 1961